# فيليبي كيمارايس
فيليبي كيمارايس (بالبرتغالية: Felipe Guimarães‏) هو سائق سيارة سباق ومهندس برازيلي، ولد في 22 مارس 1991 في أنابوليس في البرازيل.

## وصلات خارجية
- فيليبي كيمارايس على موقع DriverDB.com (الإنجليزية)